# Serra de Caldas Novas
Serra de Caldas Novas ist ein Gebirge im Südosten des brasilianischen Bundesstaates Goiás.
Das Gebirge entstand aus einem ehemaligen, seit langem erloschenen Vulkan. Durch Verwitterung wurde sein Krater aufgefüllt und bildet heute eine Hochebene mit einer Höhe von durchschnittlich knapp 1000 m und einer maximalen Höhe im Nordosten von 1043 m, womit die Hochebene die Umgebung mit den Orten Caldas Novas und Rio Quente um ca. 250 m überragt. Der elliptisch geformte Krater mit einer longitudinalen Ausdehnung von 12 km und einer Breite von 7 km wirkt heute als Sammelbecken der Niederschläge, welche auf Tiefen bis 1000 m ins Erdinnere versickern. Bei der Versickerung des Wassers erhöht sich seine Temperatur durch die Erdwärme um 3 °C / 100 m und durch den dabei entstehenden erhöhten Druck und die geologische Schieferung wird das Wasser wieder in die Höhe geleitet, wo es an den Bergflanken und ihrer näheren Umgebung als Thermalquelle mit einer Temperatur um 60 °C wieder an der Erdoberfläche tritt.
Seit einigen Jahrzehnten wird das Thermalwasser in den Orten Rio Quente und Caldas Novas wirtschaftlich durch den Bau von Thermalbädern intensiv genutzt. Die beiden Orte gehören dadurch zu den beliebtesten Tourismusdestinationen im brasilianischen Mittelwesten.

## Staatspark
Die Serra de Caldas wurde unter der Bezeichnung Parque Estadual Serra de Caldas Novas (PESCAN) am 25. September 1970 zum staatlichen Schutzgebiet¨(port.: Parque Estadual) von Goiás erklärt. Er erstreckt sich über eine Fläche von 123 km² und umfasst damit die Hochebene wie auch die Bergflanken. Der Zugang in den Park ist nur mit einem Führer und nur über die ausgeschilderten Wege während der Öffnungszeiten erlaubt. Dies dient dem Schutz der Flora, Fauna und insbesondere der Thermalquellen.